# 필리프 쾬
필리프 쾬(독일어: Philipp Köhn, 1998년 4월 2일 ~ )은 독일에서 태어난 스위스의 축구 선수로 포지션은 골키퍼이다. 현재 프랑스 리그 1의 모나코에서 활약하고 있다.